# Burmagomphus
Genre
Burmagomphus est un genre de libellules de la famille des Gomphidae et du sous-ordre des Anisoptères.

## Liste d'espèces
Selon BioLib (13 avril 2020) :
- Burmagomphus arboreus Lieftinck, 1940
- Burmagomphus arthuri Lieftinck, 1953
- Burmagomphus arvalis (Needham, 1930)
- Burmagomphus asahinai Kosterin, Makbun & Dawwrueng, 2012
- Burmagomphus bashanensis Yang & Li, 1994
- Burmagomphus cauvericus Fraser, 1926
- Burmagomphus collaris (Needham, 1930)
- Burmagomphus divaricatus Lieftinck, 1964
- Burmagomphus gratiosus Chao, 1954
- Burmagomphus hasimaricus Fraser, 1926
- Burmagomphus inscriptus (Hagen in Selys, 1878)
- Burmagomphus insolitus Asahina, 1986
- Burmagomphus insularis Laidlaw, 1914
- Burmagomphus intinctus (Needham, 1930)
- Burmagomphus johnseni Lieftinck, 1966
- Burmagomphus laidlawi Fraser, 1924
- Burmagomphus minusculus (Selys, 1878)
- Burmagomphus plagiatus Lieftinck, 1964
- Burmagomphus pyramidalis Laidlaw, 1922
- Burmagomphus schneideri Do, 2011
- Burmagomphus sivalikensis Laidlaw, 1922
- Burmagomphus sowerbyi (Needham, 1930)
- Burmagomphus vermicularis (Martin, 1904) - espèce type
- Burmagomphus v-flavum Fraser, 1926
- Burmagomphus williamsoni Förster, 1914

## Étymologie
Le genre Burmagomphus doit son nom à sa proximité avec le genre Gomphus et fait référence à la Birmanie, pays dans lequel l'espèce type a été découverte.

## Publication originale
- (en) Edward Bruce Williamson, « The dragonflies (Odonata) of Burma and Lower Siam..II. Subfamilies Cordulegasterinae, Chlorogomphinae, and Gomphinae », Proceedings of the United States National Museum, Washington, Inconnu, vol. 33,‎ 1907, p. 267-317 (ISSN 0096-3801 et 2377-6560, OCLC 1259735, lire en ligne).